# Bromo and Juliet
Bromo and Juliet è una comica muta del 1926 diretta da Leo McCarey e prodotta da Hal Roach, che prende in giro la famosa tragedia Romeo e Giulietta di William Shakespeare.
Tra i protagonisti figurano Charley Chase e Oliver Hardy, che interpreta un burbero tassista che stava sempre dietro l'angolo della strada nell'epoca del proibizionismo.

## Trama
Charley vuole sposare Madge che esige che i'aspirante marito interpreti Romeo nella tragedia di Shakespeare, assegnando anche a suo padre una parte nella tragedia.
Dapprima Charley rifiuta, ma poi accetta; intanto il suocero, che non ha imparato quasi niente della parte, si ubriaca pensando di diminuire la tensione.
In seguito ad una discussione con un tassista (Hardy) non pagato dal suocero, e a una forte sbornia assunta dallo stesso Charley, che aveva cercato di procurarsi del denaro vendendo le ultime bottiglie del padre, i due arrivano in teatro inseguiti dal tassista e perfino da un poliziotto a spettacolo già iniziato.
Benché Charley sia ubriaco, la rappresentazione ottiene un successo immediato, perché da tragedia la trasforma in una farsa irresistibile.